# Lubań
Lubań é um município da Polônia, na voivodia da Baixa Silésia e no condado de Lubań. Estende-se por uma área de 16,12 km², com 21 345 habitantes, segundo os censos de 2017, com uma densidade 1324,1 hab/km².